# Atriplex mendozaensis
Atriplex mendozaensis är en amarantväxtart som beskrevs av Carlos Luis Spegazzini. Atriplex mendozaensis ingår i släktet fetmållor, och familjen amarantväxter. Inga underarter finns listade i Catalogue of Life.